# Shoaling
Il fenomeno dello shoaling avviene quando le onde che si avvicinano alla linea di riva aumentano la loro altezza relativamente al diminuire della velocità. Si dimostra tramite la conservazione del flusso di energia che dal largo arriva fino a riva. Fino a che l'onda non arriva a frangersi si può supporre che il flusso di energia si conservi.

## Dimostrazione

Per rimanere costante il flusso di energia interviene sull'altezza d'onda.

Per poter dimostrare lo shoaling dobbiamo fare due ipotesi:
- Il periodo è la variante della propagazione e rimane costante al variare della profondità;
- L'energia rimane costante fino ad arrivare a frangimento.

Possiamo dire quindi che il flusso di energia al largo sarà costante nella sua propagazione fino ad arrivare a frangersi vicino a riva. Chiamiamo EF0 il flusso al largo ed  EFh quello relativo alla profondità h. Quindi:
{\displaystyle E_{F0}=E_{Fh}}
Aprendo i termini:
{\displaystyle E\cdot c_{g0}=E\cdot c_{g}}
Dove:
- cg0 è la velocità del gruppo al largo;
- cg è la velocità del gruppo relativa alla profondità H

Considerando che  cg0≠cg
Considerando quando vale l'energia:
{\displaystyle \rho g{\frac {H_{0}^{2}}{8}}\cdot c_{g0}=\rho g{\frac {H^{2}}{8}}\cdot c_{g}\rightarrow {\frac {H^{2}}{H_{0}^{2}}}={\frac {c_{g0}}{c_{g}}}}
Tale rapporto prende il nome coefficiente di shoaling:
{\displaystyle k_{sh}^{2}={\frac {H^{2}}{H_{0}^{2}}}={\frac {c_{g0}}{c_{g}}}\rightarrow k_{sh}={\sqrt {\frac {c_{g0}}{c_{g}}}}}
Il coefficiente di shoaling non ha un andamento lineare, il suo valore si aggira attorno a 1 al largo, mentre tende a più infinito per h/gT2 che tende a 0.